# Баран, Радослав
Радослав Баран (пол. Radosław Baran; 5 ноября 1989, Кротошин, Польша) — польский борец вольного стиля, призёр чемпионата Европы. Участник Олимпийских игр 2016 года в Рио-де-Жанейро.

## Карьера
В октябре 2014 года, трижды выйдя на ковер и все три поединка завершил досрочно, признан лучшим борцом турнира на призы серебряного призёра Олимпиады в Пекине Юсупа Абдусаламова, который проходил в российском Ботлихе. На Олимпийских играх в Рио-де-Жанейро в 1/8 финала уступил Хетагу Гозюмову из Азербайджана, так как его соперник вышел в финал, получил шанс бороться за бронзу, но в утешительной схватке уступил иранцу Резе Яздани и занял итоговое 13 место. В апреле 2021 года в Варшаве чемпионате Европы стал бронзовым призёром. В ноябре 2021 года в Тегеране завоевал бронзовую медаль чемпионата мира среди военнослужащих.

## Спортивные результаты
- Чемпионат Европы по борьбе среди кадетов 2006 — 13;
- Чемпионат Европы по борьбе среди юниоров 2009 — 12;
- Чемпионат мира по борьбе среди юниоров 2009 — 14;
- Чемпионат мира по борьбе 2009 — 25;
- Чемпионат Европы по борьбе 2010 — 5;
- Чемпионат мира по борьбе среди военнослужащих 2010 — ;
- Чемпионат мира по борьбе 2010 — 12;
- Чемпионат мира по борьбе 2011 — 13;
- Чемпионат Европы по борьбе 2012 — 5;
- Чемпионат мира по борьбе среди военнослужащих 2012 — 5;
- Чемпионат мира по борьбе среди военнослужащих 2013 — ;
- Чемпионат мира по борьбе 2014 — 14;
- Чемпионат мира по борьбе среди военнослужащих 2014 — ;
- Европейские игры 2015 — 5;
- Чемпионат мира по борьбе 2015 — 19;
- Чемпионат Европы по борьбе 2016 — 7;
- Олимпийские игр 2016 — 13;
- Чемпионат мира по борьбе среди военнослужащих 2017 — ;
- Чемпионат Европы по борьбе 2019 — 12;
- Европейские игры 2019 — 5;
- Чемпионат мира по борьбе 2019 — 25;
- Всемирные военные игры 2019 — 12;
- Чемпионат Европы по борьбе 2020 — 8;
- Чемпионат Польши по вольной борьбе 2020 — ;
- Индивидуальный кубок мира по борьбе 2020 — 7;
- Чемпионат Европы по борьбе 2021 — ;
- Чемпионат мира по борьбе среди военнослужащих 2021 — ;